# Histoire philatélique et postale des Kiribati

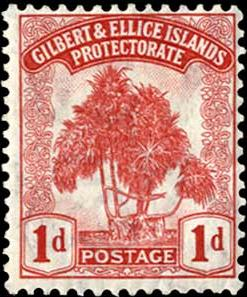
1 penny, 2e série, mars 1911, Pandanus.

L’histoire postale des Kiribati ne débute vraiment qu'en 1911, lorsque des timbres des îles Fidji à l’effigie d’Édouard VII, sont imprimés avec la surcharge Protectorate pour pouvoir affranchir le courrier au sein du protectorat des îles Gilbert et Ellice. Auparavant, les plis postaux étaient laissés aux bons soins des navires de passage. 
Les quatre premiers timbres spécifiques aux deux archipels sont émis quatre mois après ceux surchargés. Les suivants porteront l'effigie de George V en 1912 puis George VI en 1937 et enfin d’Élisabeth II à partir de 1953. 
En 1966, la colonie abandonne la livre sterling pour le système décimal et le dollar australien (A$), divisé en cents. La 1re série courante surchargée en dollars est émise le 14 février 1966. La 1re série de timbres à être émise directement en A$ est consacrée à la Coupe du monde de football de 1966 (3 cents et 35 cents).
Jusqu’en 1975, la colonie va émettre des séries de timbres de qualité, toujours limitées en nombre (de 10 à 15 timbres par an), et ce, jusqu’à la sécession des îles Ellice qui poursuivront l’émission de timbres sous leur nouveau nom des Tuvalu. La tradition conservatrice et prudente de la colonie sera poursuivie par les îles Gilbert, devenues Kiribati le 12 juillet 1979 lors de la proclamation de l’indépendance, en évitant les spéculations et les émissions qui n’auraient pas un caractère authentique.

## Chronologie

### Protectorat (1911)
- 7 timbres, d’un ½ penny à 1 shilling (timbres des Fidji surchargés)
- Pandanus, timbres 8 à 11, en 1911
- George V, timbres 12 à 24 en 1912

### Colonie (1916-1975)
— émissions en 1918, 1922, 1935, 1937 (couronnement de George VI), 1939, 1946, 1949 (deux émissions dont une consacrée au 75e anniversaire de l’Union postale universelle), 1953 (Élisabeth II), 1956, 1960 (60e anniversaire de l’industrie du phosphate), 1963, 1964, 1965, 1966 (dont une série surchargée pour l’adoption du dollar australien), 1967 (75e anniversaire du protectorat britannique), 1968, 1969 (dont Ouverture de l’université du Pacifique Sud), 1970, 1971, 1972, 1973, 1974, 1975 (dernière émission des Gilbert et Ellice consacrée à Noël 1975). Soit un total de 220 timbres différents.

### Colonie desîles Gilbert(1975-1979)
— émissions en 1976 avec surcharge Gilbert Islands et Separation, 1977 (Autonomie), 1978 et 1979 (derniers timbres une série de quatre consacrée à James Cook). Une centaine de timbres.

### République desKiribati(1979- en cours)
— émissions limitées au nombre de trois ou quatre séries, généralement par série de 4 timbres aux tarifs usuels, par an, plus une série de timbres courants, tous les cinq ou six ans en moyenne. En 2004, il y avait environ 500 timbres émis depuis l’indépendance.
— 1re émission en 1979 consacrée à l’indépendance et représentant le nouveau drapeau national et la continuité entre les Houses of Parliament et la Maneaba ni Maungatabu (le parlement gilbertin).
— en l’an 2000, une émission le 1er janvier titrée Micronesia - A region of peace (5 valeurs : 25 c, 40 c, 60 c, 75 c, 1 $).